# Plonévez-du-Faou
 Plonévez-du-Faou  (en bretón Plonevez-ar-Faou) es una población y comuna francesa, situada en la región de Bretaña, departamento de Finisterre, en el distrito de Châteaulin y cantón de Châteauneuf-du-Faou.

## Demografía
| 3319 | 3063 | 2733 | 2515 | 2257 | 2206 |
| Para los censos de 1962 a 1999 la población legal corresponde a la población sin duplicidades (Fuente: INSEE [Consultar]) |      |      |      |      |      |